# Ralph de Neville
Ralph de Neville (auch Nevill) († zwischen 1. und 4. Februar 1244 in London) war ein englischer Geistlicher. Ab 1222 war er Bischof der Diözese Chichester. Von 1226 bis zu seinem Tod diente er auch als königlicher Kanzler.

## Herkunft und Ausbildung
Die Eltern von Neville sind unbekannt, angeblich war er von unehelicher Geburt. Zu seinen Verwandten gehörte wahrscheinlich der Forstrichter Hugh de Neville und der Chamberlain of the Household Geoffrey de Neville. Über seine Ausbildung ist nichts bekannt. Gelegentlich wurde er von Bittstellern als Master bezeichnet, was allerdings wohl nur als Schmeichelei gemeint war. Als Bischof förderte er später Schulen und unterhielt einen Theologen zur Unterrichtung an seinem Hof, dazu unterstützte er mindestens drei Schüler finanziell, die an Schulen in Lincoln, Oxford und Douai lernten.

## Aufstieg im Dienst des Königs
Neville selbst machte als Beamter im Dienst von König Johann Ohneland Karriere. Spätestens ab März oder April 1207 gehörte er zum Haushalt des Königs. Am 29. Dezember 1207 lieferte er Geld für den in Marlborough Castle verwahrten königlichen Schatz ab. Da aus den folgenden Jahren nur wenige Urkunden erhalten sind, gibt es erst für den 4. Januar 1213 wieder einen Nachweis von ihm, nachdem er weiter im Dienst des Königs stand. Am 22. Dezember 1213 wurde er unter Aufsicht des Justiciars und Bischofs von Winchester, Peter des Roches Verwahrer des großen Siegels. Spätestens zu diesem Zeitpunkt begann sein Dienst in der königlichen Kanzlei. Im März 1214 begleitete er den König bei dessen erfolglosen Feldzug ins Poitou, wobei er das Amt des Vizekanzlers wahrnahm. Diese Aufgabe endete im Oktober 1214 mit seiner Rückkehr nach England. Während der Wirren um die Anerkennung der Magna Carta und während des ersten Kriegs der Barone blieb Neville mindestens bis zum 19. Mai 1216 im Dienst des Königs. Danach ist sein Verbleib ungeklärt, doch im Mai 1218 diente er wieder am Königshof, wo er am 6. November 1218 das neu gefertigte Siegel des minderjährigen Königs Heinrich III. übernahm. Als Keeper of the Great Seal führte er das Tagesgeschäft der königlichen Kanzlei, wobei Richard Marsh, der 1217 Bischof von Durham geworden war, weiterhin offiziell Kanzler blieb. Aus Nevilles Amtszeit sind zahlreiche Urkunden und Briefe erhalten geblieben, die belegen, dass er die Kanzlei gut führte und selbst mit zahlreichen Magnaten und ausländischen Diplomaten in direkten Kontakt stand. Im Sommer und Herbst 1219 diente er dazu als Richter am Common Bench.

## Karriere als Geistlicher
König Johann belohnte Neville für seine Dienste reich mit kirchlichen Ämtern. Am 11. April 1214 wurde er Dekan der Kathedrale von Lichfield, und in den nächsten beiden Jahren erhielt er vom König noch weitere Pfründen. Unter Heinrich III. sollte Neville am 28. Oktober 1222 Kanzler der Kathedrale von Chichester werden, doch am selben Tag wurde er vom dortigen Kathedralkapitel zum Bischof gewählt. Bereits am 1. November wurde die Wahl vom König bestätigt und am 3. November wurden ihm die Temporalien übergeben, doch erst am 21. April 1224 wurde er zusammen mit William Briwere und Walter Mauclerk von Erzbischof Stephen Langton in der St Katherine’s Chapel in Westminster zum Bischof geweiht.
Als Geistlicher war sich Neville durchaus bewusst, dass die Kirche in England reformiert werden musste. Er selbst benötigte zweimal einen päpstlichen Dispens, zum einen für seine Pfründenhäufung, zum anderen für seinen geistlichen Rang, den er trotz seiner illegitimen Abstammung erreicht hatte. Bereits als Dekan von Lichfield wollte er die Sitten des Kathedralkapitels verbessern, und 1231 soll er die Reisekosten eines Mönches aus seiner Diözese nicht getragen haben, der nach Rom zum Papst reisen wollte, da er der Simonie beschuldigt wurde. Da er auch als Bischof wegen seiner Ämter am Königshof häufig abwesend war, hatte Neville einen Verwalter zur Verwaltung der Temporalien sowie einen bevollmächtigten Geistlichen zur Erledigung seiner geistlichen Aufgaben eingestellt. Die erhaltenen Akten belegen, dass er sorgfältig seine Besitzungen verwalten ließ. Mit seinem Kathedralkapitel arbeitete er scheinbar gut zusammen. Seinen Bruder ernannte er zum Schatzmeister der Kathedrale. 1238 versuchte er in dem heftigen Streit zwischen Erzbischof Edmund of Abingdon und dem Kathedralkapitel von Canterbury zu vermitteln. Er selbst reiste nie zur Kurie nach Rom, und nur dreimal untersuchten päpstliche Beauftragte seine Amtsführung.
Neville hatte mehrfach die Chance, noch höhere geistliche Ämter zu erhalten. Das Kathedralkapitel von Canterbury wählte ihn am 22. September 1231 zum neuen Erzbischof, worauf die Wahl Anfang 1232 vom König bestätigt wurde. Auf Rat von Archidiakon Simon Langton erklärte Papst Gregor IX. die Wahl jedoch von ungültig, angeblich, weil Langton Neville als ungebildeten Höfling beschrieben hatte, der nicht würdig für das Amt des Oberhaupts der Kirche von England sei. Nevill würde schnell sprechen und vorschnell handeln, hätte sein Gehirn im Nasenloch und würde vor allem sich wünschen, dass die englische Kirche sich aus der Abhängigkeit vom Papst lösen würde. Um den 28. August 1238 wählte das Kathedralkapitel von Winchester Neville zum neuen Bischof von Winchester. Der hoch angesehene Bischof Robert Grosseteste von Lincoln hatte sich jedoch geweigert, Nevilles Kandidatur zu unterstützen, und schließlich verweigerte auch der König seine Zustimmung zu der Wahl. Daraufhin erklärte Papst Gregor IX. 1239 auch diese Wahl für ungültig.

## Kanzler von England
Nach dem Tod von Richard Marsh wurde er vor dem 17. Mai 1226 zum neuen Kanzler ernannt und erhielt rasch die beträchtlichen Bezüge, die ihm zustanden. Kurz nachdem der König im Januar 1227 für volljährig erklärt worden war, wurde Neville am 12. Februar lebenslang zum Kanzler ernannt. Dies wurde am 16. November 1228 und am 14. Juni 1232 bestätigt, dazu wurde er bei seiner letzten Bestätigung auch zum lebenslangen Siegelbewahrer ernannt, alternativ durfte er dafür einen Stellvertreter benennen. Unter seiner Verwaltung wurden 1226 die Liberate Rolls und die Letters Close getrennt geführt, dazu führte er 1227 das Verzeichnis der Charter Rolls wieder ein. Nach den Angaben der zeitgenössischen Chronisten handelte Neville als Kanzler in Rechtsfragen fair und ausgewogen. Über seine Beamten hielt er engen Kontakt zum Schatzamt und zu den königlichen Richtern. Zeitweise war er selbst an Verhandlungen der Barons of the Exchequer beteiligt. Er hatte großen Einfluss bei der Ernennung von neuen königlichen Richtern und auch in anderen Fragen beriet er häufig den König. Als 1230 sowohl der König wie auch der Justiciar Hubert de Burgh an einem Feldzug in Frankreich teilnahmen, blieb Neville zusammen mit dem Richter Stephen of Seagrave als Regent in England zurück. Am 4. Mai 1233 wurde er zusätzlich lebenslang zum Kanzler von Irland ernannt. Damit konnte er im Gegensatz zum Justiciar Hubert de Burgh und zum Treasurer Walter Mauclerk, die aus ihren Ämtern entlassen wurden und in Ungnade gefallen waren, seine Stellung festigen. Dies hatte er vermutlich der Gunst von Peter des Roches zu verdanken, mit dem er schon 1213 zusammengearbeitet hatte und 1232 zum einflussreichsten Ratgeber des Königs aufgestiegen war. Auch den Sturz von des Roches 1234 überstand Neville unbeschadet. Mit dem Sturz von des Roches wurde auch der Justiciar Stephen of Seagrave entlassen. Heinrich III. ernannte keinen neuen Justiciar, sondern verteilte die Aufgaben dieses Amtes auf den Kanzler Neville und auf Walter Raleigh, den Senior Justice of the King’s Bench. 1236 versuchte der König die Regierung umzubilden, weshalb Neville angeblich auf das Amt des Lordsiegelbewahrers verzichten sollte. Neville verweigerte die Aufgabe dieses Amtes, da er es nicht vom König, sondern von der Ratsversammlung der Barone erhalten hätte. Als er jedoch 1238 gegen den Willen des Königs als Nachfolger des verstorbenen des Roches zum Bischof von Winchester gewählt wurde, zwang ihn der König am 28. August 1238 auf das Amt des Lordsiegelbewahrers zu verzichten. Im Gegenzug durfte er allerdings das Amt des Kanzlers und die entsprechenden Einkünfte behalten. 1239 soll ihm der König das Amt des Lordsiegelbewahrers wieder angeboten haben, was Neville nun jedoch ablehnte. Nur im Mai 1242, als der König während des Saintonge-Kriegs zum Feldzug nach Frankreich aufbrach, übernahm Neville für den Regenten Erzbischof Walter de Gray von York das Amt des Lordsiegelbewahrers. Auch nach der Rückkehr des Königs im September 1243 wurden noch einige wenige Urkunden von Neville besiegelt, doch wenige Monate später starb er in seinem prächtigen Londoner Stadtpalast. Er wurde in der Kathedrale von Chichester begraben.
Als königlicher Kanzler war Neville sehr wohlhabend geworden. In der New Street in London errichtete er einen prächtigen Stadtpalast, das ihm auch in seiner Funktion als Kanzler als Amtssitz diente. Nach diesen Palast soll die New Street später in Chancery Lane genannt worden sein. Neben seinem Londoner Palast besaß Neville noch Häuser in Eton bei Windsor Castle und in Winchester, so dass er und seine Beamten den Königshof dorthin begleiten konnten. Vor allem vom König wurde er häufig reich beschenkt. Er hinterließ in seinem Testament dem König seine Juwelen, die dieser für den Schmuck des neuen Schreins für den Eduard den Bekenner in Westminster Abbey verwandte. Seine Ländereien sowie seinen Londoner Palast vermachte er den nachfolgenden Bischöfen von Chichester, während er dem Dekan und dem Kathedralkapitel von Chichester ein weiteres Haus in London vermachte. Er stiftete eine jährliche Brotspeisung für die Armen in Chichester, die noch bis ins 20. Jahrhundert durchgeführt wurde. Matthew Paris würdigte ihn als Säule der Stabilität, Treue und Glauben.